# La Mola (la Febró)
La Mola és una muntanya de 942 metres que es troba al municipi de la Febró, a la comarca catalana del Baix Camp. També és coneguda com a Mola dels masos de Galzeran.